# Међународна датумска граница
Међународна датумска граница је замишљена линија на земљи, супротно од Гриничког меридијана која мења датум када се пређе.
Подудара се отприлике уз 180. меридијаном, са неколико скретања да би се заобишле групе острва.
Ова граница дели временске зоне УТЦ+12 и УТЦ-12 и пролази кроз ненасељена подручја Тихог океана.
Први проблем с датумском границом се појавио када је Магелан путовао око Земље.
Како је његова екипа пловила по морима, чували су детаљне податке о датуму.
Људи на копну су упорно тврдили да је био други дан него што је Магелан мислио.
Иако је данас лако разумљив, овај феномен је узбудио много људи, и то чак толико да је специјална делегација била послана папи да му објасне ову занимљивост.